# 嘉陽

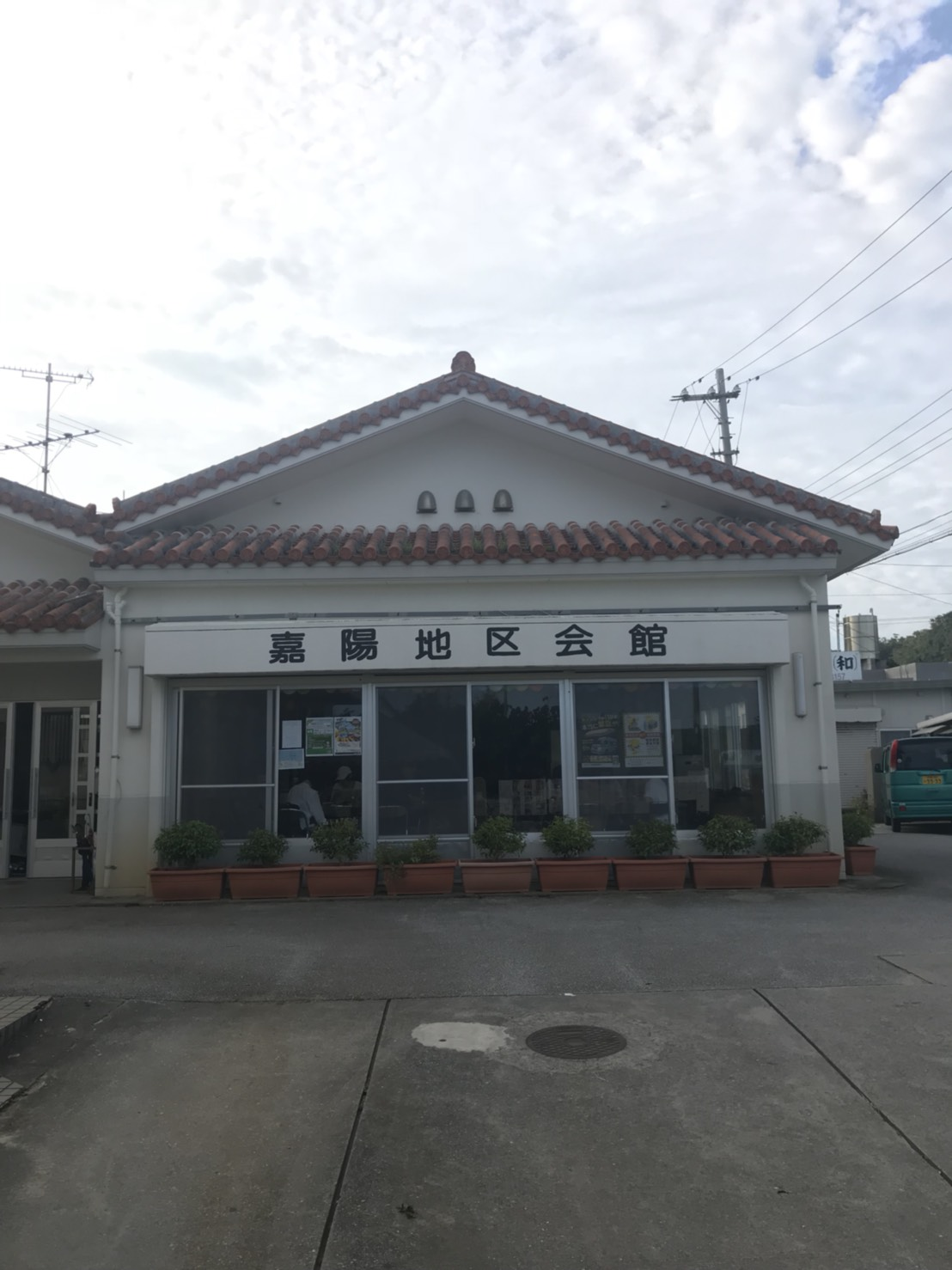
嘉陽地区会館

嘉陽（かよう）は沖縄県内、沖縄本島の北部東海岸に位置する名護市久志支所管内の町名。郵便番号は905-2262。南は太平洋に臨み、東、北、西は標高80 m内外の丘陵地帯である。嘉陽川とその支流である複数の川が流れ、豊かな自然に囲まれている。

## 遺跡・記念物

### 嘉陽貝塚

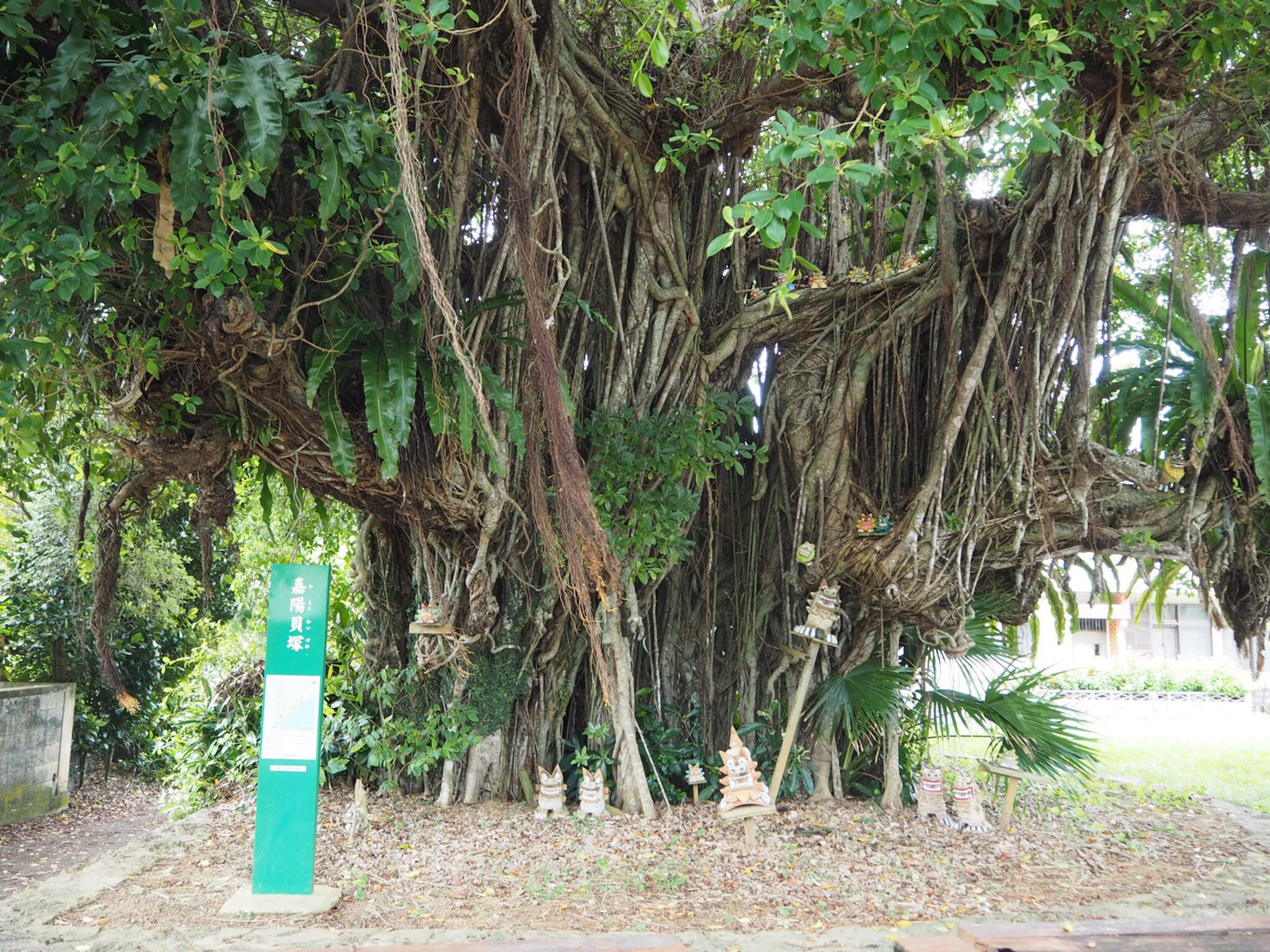
貝塚跡のガジュマルの木

嘉陽貝塚は、嘉陽川の河口に形成された砂丘に位置している。集落内での主な採集は、貝塚時代後期の土器、グスク時代の土器・類須恵器・中国製の青磁などである。ここは正面の南側に太平洋を眺める事ができる。その反対側はこの砂丘の後背湿地だったと考えられている。現在この場所は水田に利用されている。

### 嘉陽原遺跡
嘉陽原遺跡は上城のある丘陵の西側平地に立地する。現在はサトウキビ畑として利用されている。また、畑の土は嘉陽層の礫が混ざる土である。この遺跡では土器や沖縄製陶器などが採集される。

### 嘉陽層の褶曲

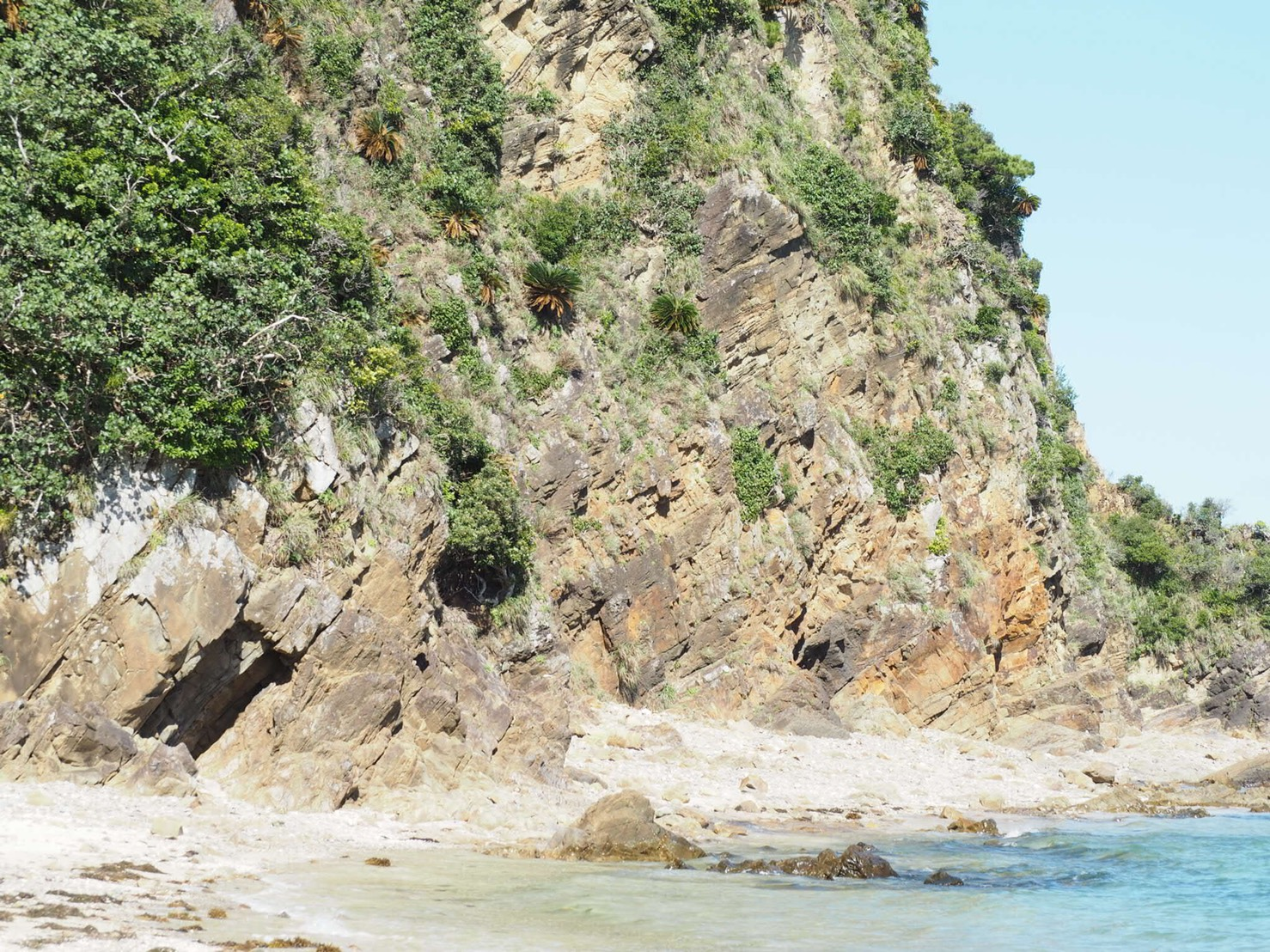
嘉陽層の褶曲

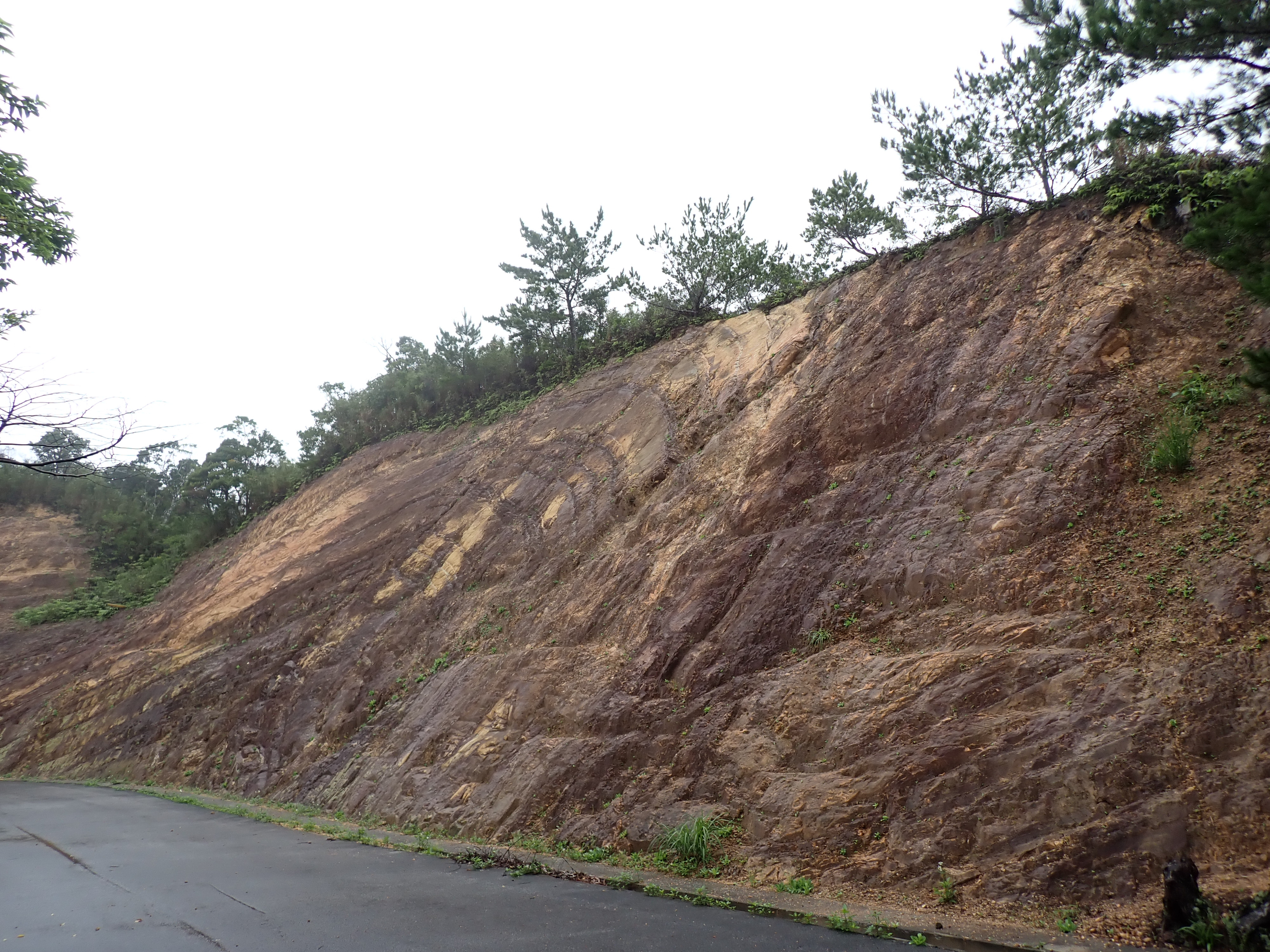
嘉陽層の褶曲（国道旧道沿い）

嘉陽層は沖縄本島東海岸のうるま市から名護市にかけて分布する始新世の地層で、天仁屋川河口からバン崎にかけての海岸では大規模な露頭が見られる。海底地滑りにより形成されたタービダイト、沈み込むプレートの力によって形成された大規模な褶曲や逆断層など、地層の様々な堆積構造が存在する。砂岩層の堆積作用を示す様々な構造、堆積した深海底の環境を示す生痕化石、さらにプレートの沈み込みにより付加した堆積物から形成された日本列島の成り立ちを示す様々な現象が保存されており、極めて重要であるため2012年（平成24年）9月19日に、国指定天然記念物に指定された。

## 祭礼・行事
旧暦一月一日ハチウガーミ（初拝み）:井戸や流れ川、集落内外にある拝所を巡拝する。女性のみで執り行われる行事である。
新暦一月三日ハチジュリ（初揃い。初常会）:新年のあいさつに全世帯主が集う。
旧暦三月三日サングヮチャー（三月）:昔の青年団入団日に潮干狩りをすることで、海で死亡した人々の御願をする。
旧暦四月吉日アブシバレー:芭蕉の茎を組み合わせて作る虫船に、畑から集めた虫を乗せて南の海の方向へ流す。
旧暦五月十五日グングヮチウマチー（五月御祭り）:本家に集まり、神棚にご馳走を供える。
旧暦六月二十七日綱引き
旧暦七月十六日豊年祭
旧暦八月十五日臼太鼓
旧暦九月九日菊酒:各地の拝所を巡拝する。
旧暦九月二十日パチカミジナディ（二十日水撫で）:住民が総出で標高70メートルほどのウエグスク（上城）に登り、清めた水と米を用いて健康や家庭円満の祈願をする。
新暦十二月二十五日キリシタン（切支丹）:新生児の健康を祈願する行事。該当者の家は重箱を持ち寄り、ヌンドゥルチで祈願する。
旧暦十二月八日ウニムーチー（鬼餅）:新年を迎えるにあたり、各家でサンニンガーサ（月桃の葉）に包んだ餅を仏前に供え、悪魔や病魔を追い払う。

## 観光

### ウエグスク（上城）

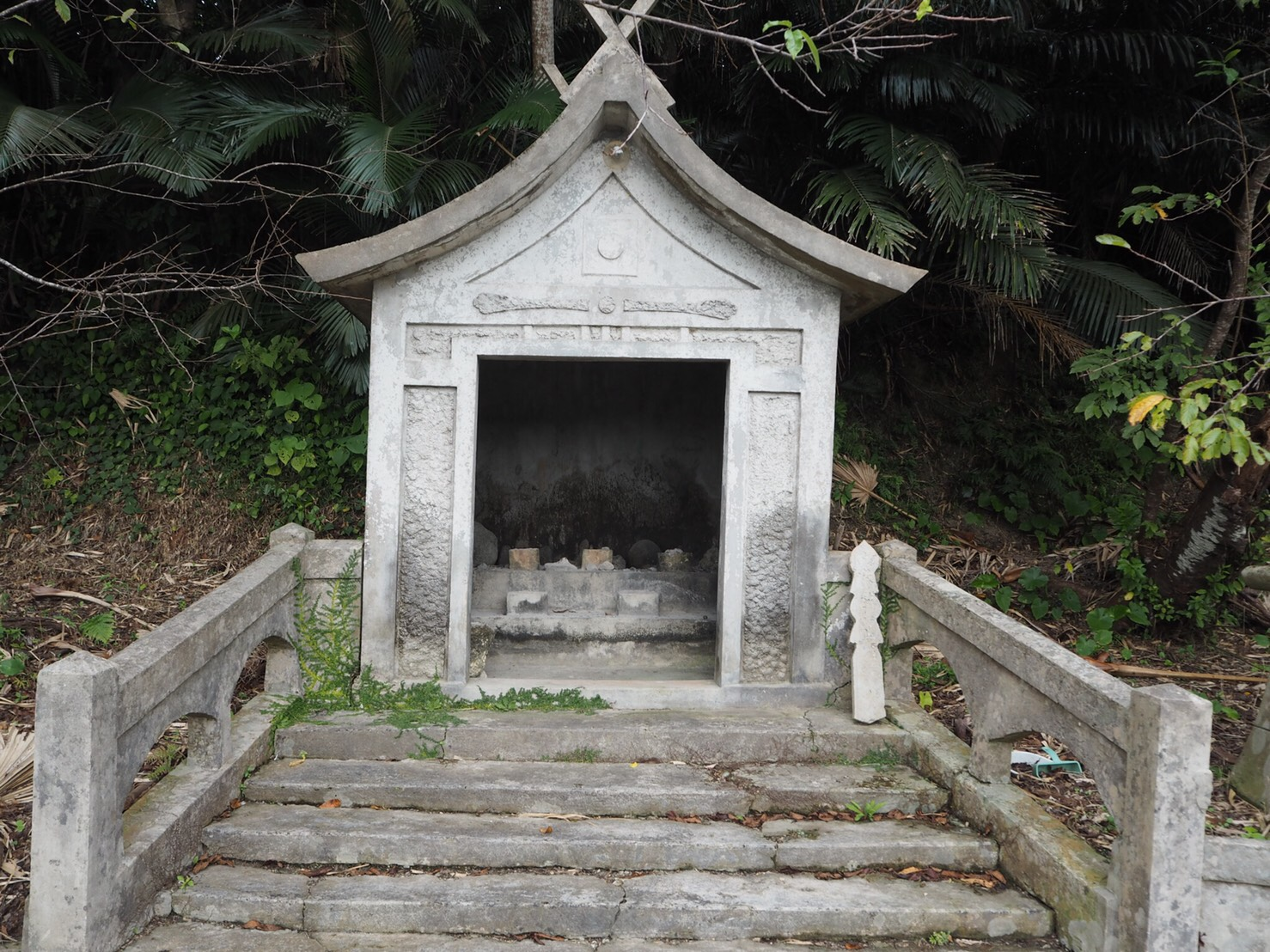
嘉陽の上城の拝所

ウエグスク（上城・嘉陽上グスク）は、「聖火宿泊碑」（1964年〈昭和39年〉に開催された東京オリンピックの聖火が宿泊したことを記念して建立された石碑）から300メートル北へ向かうと左手に位置する。標高約70メートルの丘陵地の頂上には御嶽がある。ウエグスクからは嘉陽集落が俯瞰でき、山頂にはトノと呼ばれる広場にウエグスクの拝所（イビ）と水のカミの拝所が鎮座されており、特に神聖な場所として人々に認識され木々の伐採も禁止されていた。パチカミジナディ（二十日水撫で)という旧暦の9月20日にウエグスクで行われる嘉陽集落最大の祭りごとは、農耕生活を過ごす中で五穀豊穣をウエグスクの信仰に求めたものだという。

### 聖火宿泊碑

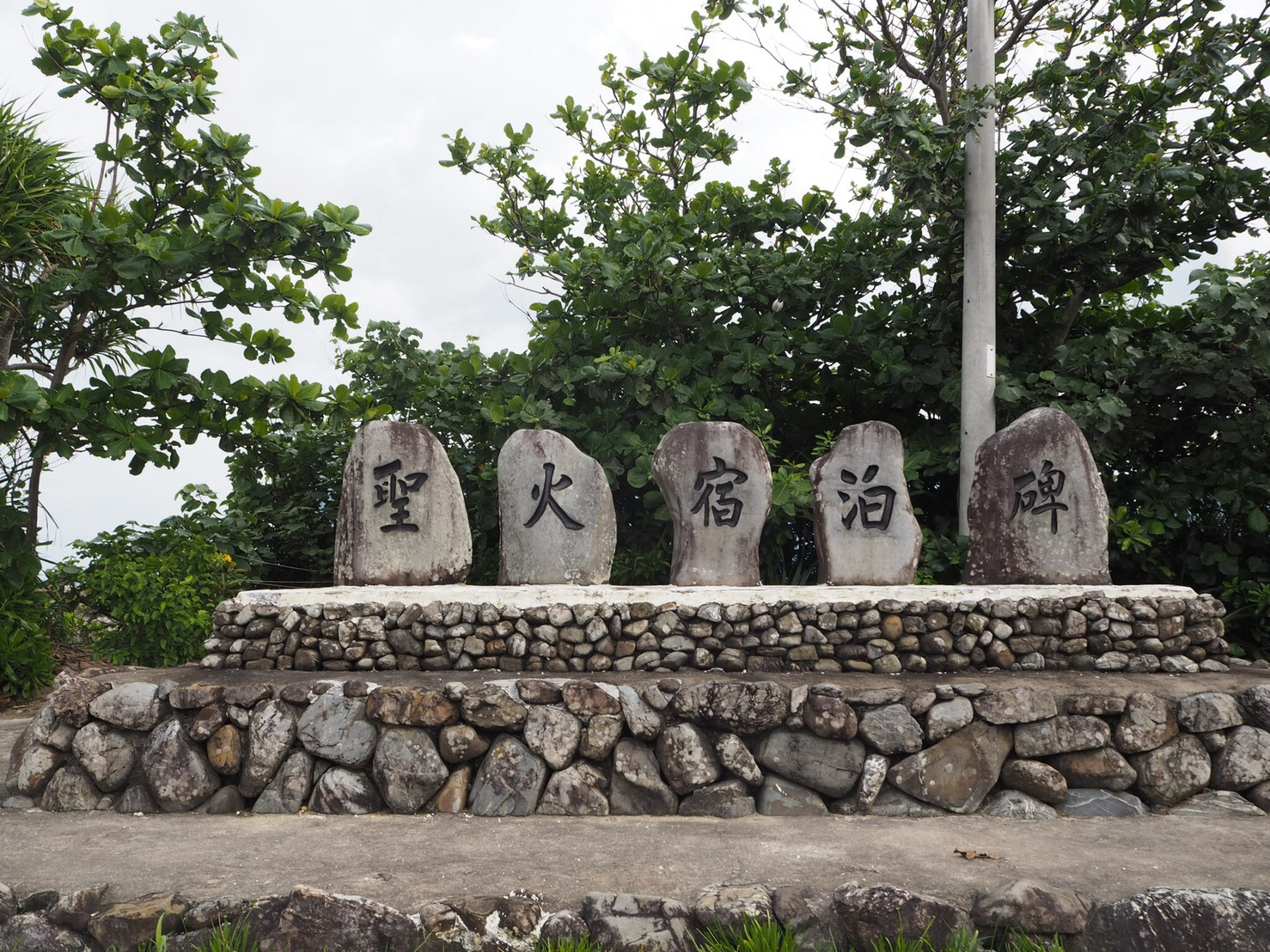
聖火宿泊碑

嘉陽は、1964年（昭和39年）10月東京で開催されたオリンピックの聖火の宿泊地である。同年8月にギリシャのオリンピアで採火式が開催され、聖火は各国をリレー形式で縦断したのち、9月に沖縄に繋がれた。8日には久志の嘉陽で聖火が宿泊した。本土と分断されていた時代、聖火リレーは人々の注目を集めた。1963年（昭和38年）四月嘉陽小中学校（現在は美ら島自然学校）PTA総会において、仲村民雄（当時久志村役所勤務）から、「聖火が嘉陽に宿泊するのを機会に、PTAの記念事業として聖火宿泊碑や五輪の池などをつくったらどうか」との提案が出され、会員の賛同を得て建立が決定した。以降、この碑を基点に「嘉陽聖火宿泊記念マラソン」が毎年行われている。
聖火のあとさきの詩碑
聖火宿泊碑から国道331号線を挟んで向かい側に位置する。1965年（昭和40年）、聖火宿泊の感慨を綴った宮城敏男の詩を刻んだ碑が建立された。

### 嘉陽ビーチ
- 遊泳料 : 無料
- 砂質 : サラサラ、ザラザラ
- 駐車場 : 無/空き地あり
- 遊泳期間 : 通年

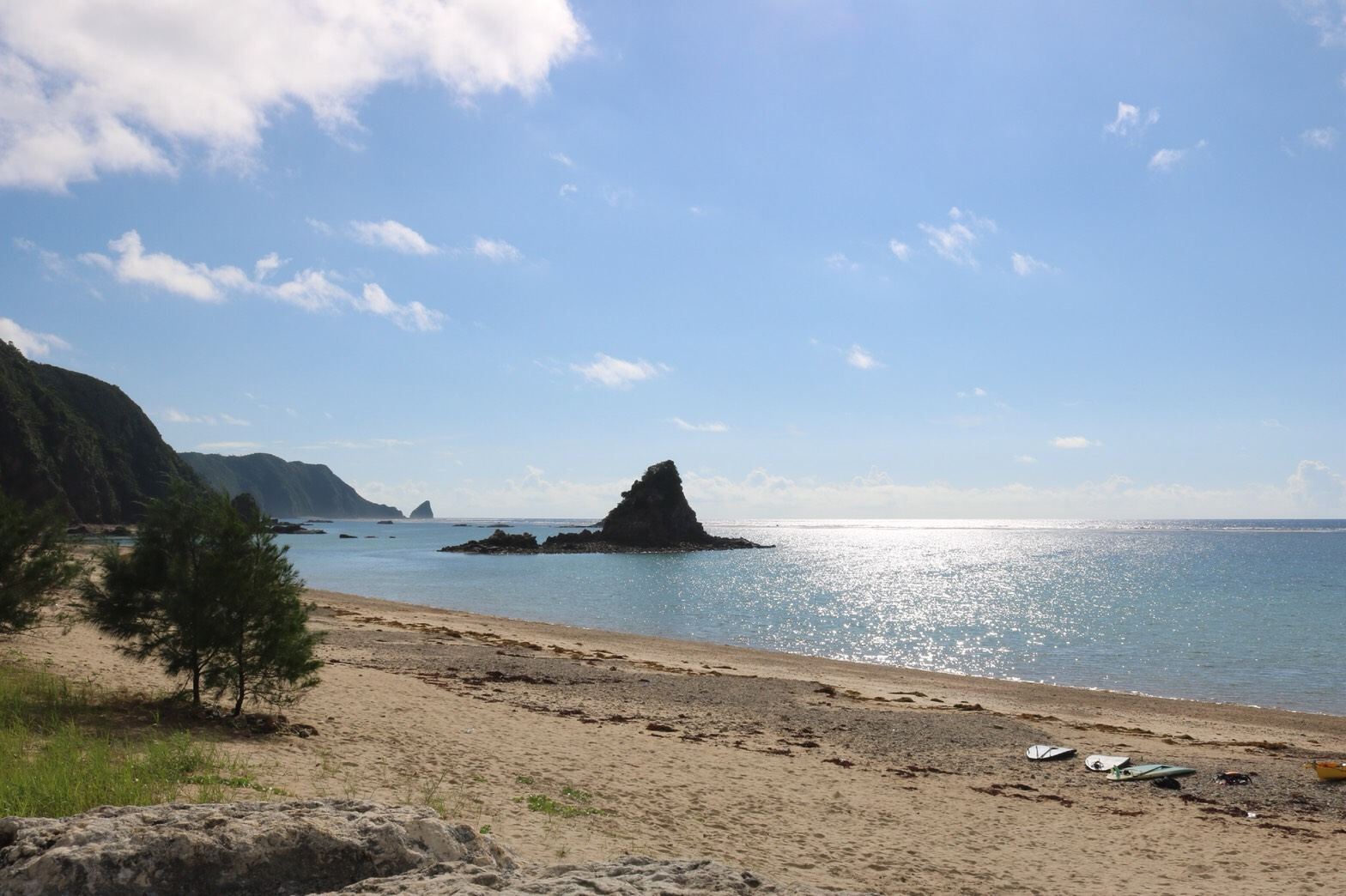
嘉陽ビーチ

那覇空港から沖縄自動車道経由で90分の場所にある沖縄県名護市の海岸。手つかずの砂浜やどこまでも続く海岸線、透き通った青い海が広がっている。そのため、テレビ番組の撮影にも利用されることがある。広くて人の少ない浜なので比較的使いやすく、旅行中の休憩場所としても利用できる。また、嘉陽区はペンションや民宿の多い地域であり、それらの高層階から見る嘉陽ビーチの景色は評判が高い。

## 地理
沖縄本島北部の東海岸に位置している。海岸線は安部崎から天仁屋番崎までなだらかな曲線を描いている。大潮の干潮時には、それぞれの崎をほぼ真っ直ぐに結ぶ幅40 - 50メートルのリーフが姿を現わす。

### 面積や人口などの基本データ
- 面積:5.87 km2
- 人口:78人（男41人・女37人）
- 世帯数:46世帯
- 区加入世帯数:38世帯（加入率83%）

（2017年〈平成29年〉7月31日現在）

### 隣接している自治体
- 安部区
- 三原区
- 天仁屋
- 底仁屋[13]

### 周辺の山々・河川
- フガッチャムイ
- マンカムイ
- ナコーガキ川
- アミソ川
- ソーズ川
- ナーツミガー[1]

### 周辺の遺跡
- 嘉陽貝塚
- 嘉陽原遺跡[3]

## 交通
那覇空港から県道231号線に向かい、安次嶺（交差点）から国道331号へと進入。沖縄自動車道宜野座ICまで進み、宜野座ICを国道329号方面に向かって進む。その後、宜野座料金所を進み（有料区間）、右折して二見バイパス/国道331号に入る。そのまま国道331号を進み、11 km先を左折、20 mを左折すると嘉陽区事務所へ到着。